# Al-Mu'tazz
Al-Mu'tazz, död 869, var abbasidernas 13:e kalif. Han var regerade kalif i Abbasidkalifatet mellan 866 och 869. 